# 52e bataillon de transmissions

Le 52e bataillon de transmissions est une unité de l'armée de terre française dissoute en 1994

## Historique
Le 1er juillet 1984 est créé le 2e bataillon de transmissions par transformation du groupement régional d'exploitation des transmissions no 802 (GRET 802) de Lille. En juillet 1988, le 2e BT de Lille donne naissance au 52e bataillon de transmissions[réf. à confirmer].
Le 52e BT est alors l'unité de transmissions de la IIe région militaire / zone de défense Nord. Il est dissous au milieu des années 1990.